# アフィン接続

球面上のアフィン接続は、ある点から別の点へのアフィン接平面を回転させる。そのようにすると、接触している点は平面上の曲線、つまり発展(development)方向を追いかける。

数学の一分野である微分幾何学において、アフィン接続(アフィンせつぞく、affine connection)は、滑らかな多様体上の幾何学的対象の一種。周辺の接空間が〈接続〉されることにより、接ベクトル場が——固定されたベクトル空間に値を持つ函数のように——微分できるようになる。アフィン接続の考え方は、19世紀の幾何学とテンソル解析に由来するが、1920年代初頭にエリ・カルタンやヘルマン・ワイルが（カルタン接続という一般理論や一般相対論の基礎付けの為に）研究するまでは十分に発展されなかった。用語はカルタンによるもので、ユークリッド空間 Rn 内の接空間を平行移動によって同一視することに由来する。アフィン接続を指定することで、多様体が無限小で滑らかなだけでなくアフィン空間としてユークリッド空間のようになるということである。
滑らかな多様体上には無限個のアフィン接続が存在する。さらに多様体がリーマン計量を持つと、アフィン接続を自然に選択することができ、この接続をレヴィ・チヴィタ接続と呼ぶ。アフィン接続を選択することは、（接）ベクトル場を規定することと同値であり、合理的な性質（線型性やライプニッツ則）を満たす。このことは、接バンドル上の共変微分や（線型）接続として、アフィン接続が妥当な定義であることを意味する。アフィン接続の選択は、曲線に沿って変換する接ベクトルを意味する平行移動の考え方と同値でもある。このことはまた、標構バンドル上の平行性を持つ変換を定義する。標構バンドル上の無限小平行移動は、アフィン接続、アフィン群のカルタン接続、あるいは、標構バンドル上の接続の別の記述であることをも意味する。
アフィン接続の主な不変量は、捩率と曲率である。捩率はどのようにして、ベクトル場のリーブラケットがアフィン接続から再現可能かを測る。アフィン接続は、多様体の（アフィン）測地線を定義することに使われる。ここで使われる直線の幾何学である測地線は、通常のユークリッド幾何学からは非常に異なるにもかかわらず、ユークリッド空間の直線の一般化となっている。直線と測地線との違いは、測地線が接続の曲率の中に全ての情報をカプセル化していることである。

## 動機と歴史
滑らかな多様体は、局所的にユークリッド空間 Rn の滑らかな変形に見える数学的な対象である。たとえば、滑らかな曲線や曲面は、局所的には直線や平面の滑らかな変形に見える。滑らかな函数とベクトル場は、まさにユークリッド空間上であるかのように多様体を定義することができ、多様体上のスカラー函数は、自然な方法で微分することが可能である。ベクトル場の微分は、ユークリッド空間においては簡単な問題である。なぜなら、点 p における接ベクトル空間が普通に（平行移動によって）近くの点 q での接ベクトル空間と同一視できるからである。しかしながら、一般の多様体上でのベクトル場の微分はそう単純にはいかない。一般に、多様体上では近くの接空間の間にそのような自然な同一視は存在しないので、近接する点での接空間を well-defined な方法で比較することはできない。アフィン接続の考えは、近くの接空間を「接続する」ことにより、この問題を修正することで導入された。このアイデアの起源は、2つの源へと遡ることができる、曲面論とテンソル解析である。

### 曲面論からの動機
3-次元ユークリッド空間の中の滑らかな曲面 S を考える。任意の点の近くで、S はユークリッド空間のアフィン部分空間である接平面により近似することができる。19世紀の微分幾何学者は、発展の考えに興味をもった．これは、ある曲面を他の曲面に沿って滑ったり捩れたり（ツイストしたり）しないように転がす (roll)ことについての考えである。特に S の点への接平面は、S 上で転がることができる。これは、S が 2-球面のような曲面（凸な領域の滑らかな境界）である場合には想像しやすいはずだ。 S 上で接平面を転がしていくと、その接触点が S 上にある曲線を描く。逆に、S 上の曲線が与えられると、接平面をその曲線に沿って転がしていくことができる。この考え方が、ある曲線上の異なる点における接平面たちを同一視するための方法となる。特に、曲線上のある点での接空間ないの接ベクトルは、曲線上の任意の点での一意の接ベクトルと同一視される。これらの同一視は、常に、ひとつの接平面から別の平面へのアフィン変換により与えられる。
アフィン変換による、曲線に沿ったこの接ベクトルの平行移動の考えは、特徴的な性質をもっている。接平面が曲面と接触する点は、平行移動の下に曲線とともに常に移動する（すなわち、接平面が曲面上を転がっていきつつ、その接触点も移動していく）。この基本的条件はカルタン接続の特徴である。より現代的アプローチでは、接触点は接平面の原点と見なすことができ（従って接空間はベクトル空間である）、原点の移動は変換により修正され、従って平行移動はアフィンというよりも線型となる。
しかしながら、カルタン接続の観点では、ユークリッド空間のアフィン部分空間は、モデル曲面 - 3次元ユークリッド空間の中の最も単純な曲面であり、平面のアフィン群の下に等質 - であり、すべての滑らかな曲面は各々の点で接する一意にモデル曲面を持つ．これらのモデル曲面は、フェリックス・クラインのエルランゲンプログラムの意味でのクラインの幾何学である。より一般的には、n 次元アフィン空間はアフィン群 Aff(n) のクライン幾何学である。点の安定化因子は一般線型群 GL(n) である。従って、n-次元アフィン多様体は、無限小を考えると n-アフィン空間のように見える多様体である。

### テンソル解析からの動機

歴史的には、共変微分（もしくは、計量によるレヴィ・チヴィタ接続）を使い、他のベクトルの方向に沿ったベクトルの変化率を記述した。ここで、2次元のユークリッド空間上では、青のベクトル場 X はどこでも 1-形式(1-form) dr を 1 へ写す。赤のベクトル場 Y は 1-形式 dθ をどこでも r へ写す。計量 ds^{2} = dr^{2} + dθ^{2} により保証され、レヴィ・チヴィタ接続 ∇_{Y}X はどこでも 0 となり、X ｊは Y に沿っては変化しないことを意味する。言い換えると、X は各々の同心円にそって平行移動する。 ∇_{X}Y はどこでも dθ を 1 へ写し、これは Y は放射方向の変化率は「定数」である。

アフィン接続の第二の動機は、ベクトル場の共変微分の考えから来る。座標独立な方法が登場する以前は、座標チャートの中のベクトルの成分を使いベクトル場を研究する必要があった。これらの成分を微分することはできるが、この微分は座標変換の下で管理可能な方法では変換しない。正しい記述はエルヴィン・クリストッフェル(Elwin Bruno Christoffel)により（ベルンハルト・リーマン(Bernhard Riemann)のアイデアに従い、1870年代に導入され、座標変換の下に共変な変換に沿ったベクトル場の（正しい）微分 — これらを集大成した結果は、クリストッフェル記号として知られる。このアイデアは、グレゴリオ・リッチ・クルバストロ(Gregorio Ricci-Curbastro)と彼の学生のレヴィ・チヴィタ(Tullio Levi-Civita)により、1880年代と20世紀への変わり目の間に（現在、テンソル解析として知られている）絶対微分法の理論へ発展した。
テンソル解析は、実際は、1915年のアルベルト・アインシュタイン(Albert Einstein)の一般相対論の登場により息を吹き返した。一般相対論の何年か後に、レヴィ・チヴィタは、リーマン計量に付随する一意な接続を定式化した。現在、この接続は、レヴィ・チヴィタ接続として知られている、さらに一般的なアフィン接続は、1920年頃に、ヘルマン・ワイル(Hermann Weyl)により研究され、彼は詳細に数学的な一般相対論の基礎付けを行い、エリ・カルタン(Élie Cartan) は、曲面論から来る幾何学的アイデアを考案した。

### アプローチ
アフィン接続へのアプローチとその一般化は様々であり、複雑な歴史をもっている。
最も一般的なアプローチは、おそらく、共変微分による定義であろう。一方、ワイルの考え方は、ゲージ理論やゲージ共変微分という形であり、物理学者により採用されている。他方、共変微分はジャン・ルイ・コシュル(Jean-Louis Koszul)により抽象化され、彼はベクトル束上の（線型、あるいはKoszul）接続を定義した。この言葉を使うと、アフィン接続は単に接束上の共変微分、あるいは、（線型）接続である。
しかしながら、このアプローチは、背後にある幾何学や、その名前の由来を説明しない この用語は実際は、変換によりユークリッド空間での接空間の同一視に起源をもっている。この性質は、n-次元ユークリッド空間はアフィン空間でもあることに起源がある。（言い換えると、ユークリッド空間は、群の作用の下に主等質空間である、あるいは、テンソルであると言える。）導入部でも述べたように、この詳細を記述するためのいくつかの方法がある。アフィン接続は、曲線に沿ったベクトル場の平行移動であるという事実を使う。このことは標構バンドルの平行移動を定義する。標構バンドル上の無限小平行移動は、カルタン接続として、あるいは標構バンドルの主アフィン接続の GL(n) 接続として、アフィン群 Aff(n) の別な表現でもある。

## 微分作用素としての定義
M を滑らかな多様体、C∞(M,TM) を M 上のベクトル場の空間、つまり、接バンドル TM の滑らかな切断の空間とすると、M 上のアフィン接続 (affine connection) は、すべての C∞(M,R) の滑らかな函数 f とすべての M 上のベクトル場 X, Y に対し次の 2項目が成り立つような双線型写像
{\displaystyle {\begin{matrix}C^{\infty }(M,TM)\times C^{\infty }(M,TM)&\rightarrow &C^{\infty }(M,TM)\\(X,Y)&\mapsto &\nabla _{X}Y,\end{matrix}}}
である。
1. {\displaystyle \nabla _{fX}Y=f\nabla _{X}Y} つまり、∇ は第一変数について C∞(M,R)-線型である。
2. {\displaystyle \nabla _{X}(fY)=\mathrm {d} f(X)Y+f\nabla _{X}Y} つまり、∇ は第二変数についてライプニッツ則を満たす。

### 基本的性質
- 上の性質 1 より、点 x ∈ M での ∇XY の値は、x での X の値にのみ依存し、M−{x} での X の値には依存しないことが従う。点 x ∈ M での ∇XY の値が x の近傍での Y の値のみに依存することは、上記の性質 1 に従う。

- ∇1, ∇2 がアフィン接続であれば、x での ∇1XY − ∇2XY の値は、Γx(Xx,Yx) と書くことができる。ここに

Γx: TxM × TxM → TxM
は双線型であり、x になめらかに依存する。（すなわち、これは滑らかなバンドル準同型を定義する。）逆に、∇ がアフィン接続で Γ が滑らかな双線型なバンドル準同型（M 上の接続形式という）であれば、∇+Γ はアフィン接続である。
- M が Rn の開集合であれば、M の接バンドルは自明バンドル M×Rn である。この状況の下で、M 上の標準的なアフィン接続 d が存在する。任意のベクトル場 Y は M から Rn への滑らかな写像 V により与えられる。すると、dXY は M から Rn への滑らかな函数 dV(X)=∂X に対応するベクトル場である。従って、M 上の他の任意のアフィン接続 ∇ は、∇ = d + Γ と書くことができる。ここに Γ は M の接続形式である。

- さらに一般的に、接バンドルの局所自明化は、TM の M の開集合 U 上への制限と U × Rn との間のバンドル同型（英語版）である。アフィン接続 ∇ の U への制限は、Γ を U の上の接続形式としたとき、形式 d + Γ の形に書くことができる。

## アフィン接続に関する平行移動

球面の中の曲線にそった接ベクトルの平行移動

多様体上の異なる点での接ベクトルの比較は、一般的には well-defined な過程を通すことは困難である。アフィン接続は平行移動の考えを使い、このことを修正するひとつの方法であり、実際、アフィン接続を定義することに使うことができる。
M をアフィン接続 ∇ を持つ多様体としたとき、すべてのベクトル場 Y に対して、∇YX = 0 となるという意味で ∇X = 0 であれば、ベクトル場は平行であると言う。直感的言うと、平行なベクトルはすべての微分が 0 に等しくなり、従って、ある意味では定数となる。2つの点 x と y での平行ベクトル場を解析することにより、2つの点での接ベクトルの間の同一視が得られる。そのような接ベクトルを互いに平行移動の関係と言う。
不幸にも、平行ベクトル場は一般には存在しない。方程式 ∇X = 0 は過剰決定系である偏微分方程式で、この方程式の可積分条件は、（以下に見るように）曲率 ∇ が 0 となるときのみである。しかし、この方程式を x から y への曲線へ限定すると、方程式は常微分方程式となり、x での X の任意の初期値に対して一意な解が存在する。
さらに詳しくは、γ : I → M を区間 [a,b] でパラメトライズされた滑らかな曲線とし、x = γ(a) としたときに ξ ∈ TxM とする。さらに、次の 2つの条件を満たすとき、γ に沿ったベクトル場 X （と、特に、y = γ(b) でのこのベクトル場の値）を γ に沿った ξ の平行移動と呼ぶ。
1. すべての t ∈ [a,b] に対し、　{\displaystyle \nabla _{{\dot {\gamma }}(t)}X=0}
2. {\displaystyle X_{\gamma (a)}=\xi }

第一の条件は、X が引き戻しバンドル(pullback bundle) γ*TM 上の引き戻し接続)の観点から、平行であることを意味する。しかし、局所自明化で、第一条件は1階の線型常微分方程式となり、第二の条件であたえられた任意の初期条件に対し一意な解を持つ（たとえば、ピカール・リンデレフの定理により）。
このように、平行移動は、直感的な意味で「同じ方向を向く」ことを保ったアフィン接続を使い、曲線に沿って動く接ベクトルの方法をもたらす。このことは曲線の 2つの端点での接空間の間の線型同型をもたらす。この方法で得られた同型は、一般には曲線の選択に依存するそうでなければ、M 上のすべての平行ベクトル場を定義することに使うことができて、∇ が 0 であるときのみこのことが起きる。
線型同値は、線型空間の基底、あるいは標構の上への作用により決定される。従って、平行移動は曲線に沿った（接）標構バンドル GL(M) の移動された元の方法として特徴付けることもできる。言い換えると、アフィン接続は、M 内の任意の曲線 γ の GL(M) 内の曲線 {\displaystyle {\tilde {\gamma }}} への持ち上げ(lift)をもたらす。

## 標構バンドル上の定義
アフィン接続は、多様体 M の標構バンドル FM や GL(M) 上の主 GL(n) 接続 ω としても定義することができる。さらに詳しくは、ω は、次の 2つの条件を満たす、標構バンドルの接バンドル T(FM) から n×n 行列の空間への滑らかな写像である（それらは、可逆な n×n 行列であるリー群 GL(n) のリー代数 gl(n) である)。
1. ω は T(FM) や gl(n) 上の作用に関して、同変（英語版）である。
2. gl(n) の任意の ξ に対して ω(Xξ) = ξ である。ここに Xξ は ξ に対応する FM 上のベクトル場である。

そのような接続 ω は直ちに、接バンドル上のみならず随伴したベクトルバンドル上を、GL(n) の任意の群表現への共変微分の定義を拡張した。これはテンソルやテンソル密度(tensor densities)のバンドルを意味している。逆に、接バンドル上のアフィン接続は、たとえば、曲線を平行移動により定義される標構バンドルへ持ち上げるため、ω が接ベクトル上で 0 となることを要求することにより、標構バンドル上のアフィン接続を決定する。
標構バンドルは、接合形式 θ : T(FM) → Rn も持っていて、ベクトル場 Xξ の点での値のように垂直ベクトルが 0 となるという意味で水平である。実際、θ は最初に接ベクトルの M への（標構 f での FM への）射影により、従って、標構 f での M 上の接ベクトルの成分をとることにより、定義される。θ は GL(n)-同変である（ここに、GL(n) は Rn 上へ行列の積として作用する）。
ペア (θ,ω) は、自明バンドル FM × aff(n) を持つ T(FM) のバンドル同型を定義する。ここに、aff(n) は Rn と gl(n) のデカルト積である（アフィン群のリー代数とみなし、半直積的に作用する、以下を参照）。

## カルタン接続としてのアフィン接続
アフィン接続は、カルタンの一般的フレムワークの中のでも定義することができる。現代のアプローチでは、標構バンドル上のアフィン接続の定義に密接に関係している。実際、ある定式化では、カルタン接続は適切な性質を満たす主バンドルの絶対平行性である。この観点では、（あるアフィン多様体の）標構バンドル上の aff(n)に値を持つ 1-形式 (θ,ω): T(FM) → aff(n) はカルタン接続である。しかし、カルタンの元々のアプローチは、いくつかの点でこれとは異なっていた。
- 標構バンドル、もしくは主バンドルの考え方が存在しなかった。
- 接続は、点の無限小近傍の間での平行移動の項とみなした[5]。
- この平行移動は、線型というよちもアフィンである。
- 変換される対象は、現代的な意味では接ベクトルでなくともよいが、マークのついたアフィン空間の元である必要がある。カルタン接続は接空間とほぼ同一視することができる。

### 説明と歴史的直感
逆に説明する最も易しい点は、曲面論によりの動機から始めることである。この状況下では、曲面の上を回転する平面がナイーブな意味での接平面であり、接空間の考えは、実際、無限小の概念であり、一方、平面は、R3 のアフィン部分空間(affine subspace)として、拡張は無限である。しかし、これらのアフィン平面は曲線の接触する点のマークがついていて、平面はこの点で曲面と接する。従って、混乱はマークされた点を持つアフィン空間と点での接空間とを同一視できるということにある。しかしながら、（接平面を）回転させることにより定義される平行移動は、この「原点」を固定するものではない。平行移動は線型というよりもアフィンな移動である。線型な平行移動は（アフィンな）移動に適用することにより再現することができる。
従って、この考え方を抽象化すると、アフィン多様体は n-次アフィン空間 Ax を持つ n-次元多様体 M であり、マークされた点 ax ∈ Ax が各々の x ∈ M に接していて、M の中の曲線 C も沿ったこれらのアフィン空間の移動する元を伴っている。この方法はいくつかの安定な性質をもつことを要求される。
1. C 上の任意の点 x, y に対し、平行移動は C 上の Ax から Ay へのアフィン移動である。
2. 平行移動は、C 上の任意の点で微分可能であり、その点での C への接ベクトルへ依存しているという点から、無限小として定義される。
3. x での平行移動の微分は、TxM から {\displaystyle T_{a_{x}}A_{x}} へ線型同型を決定する。

これたの最後の 2つの点は、詳しく説明することが極めて難しいので、アフィン接続は無限小としてより頻繁に定義される。このことを動機とすると、平行移動の観点からアフィン座標系がどのように無限小に移動するかを考えることに充分である。（これはカルタンの移動標構の方法の原点である。）点でのアフィン標構は、一覧 (p, e1, ..., en) から構成される。ここに p ∈ Ax であり、ei は、Tp(Ax) の基底を形成する。よって、アフィン接続は、1-形式 (θj, ωij) の集まりにより定義される 1 階の微分方程式系としてシンボル的に与えられる。
{\displaystyle (*)\left\{{\begin{matrix}\mathrm {d} {p}&=\theta ^{1}{\mathbf {e}}_{1}+\cdots +\theta ^{n}{\mathbf {e}}_{n}&\\\mathrm {d} {\mathbf {e}}_{i}&=\omega _{i}^{1}{\mathbf {e}}_{1}+\cdots +\omega _{i}^{n}{\mathbf {e}}_{n},&\quad i=1,2,\ldots ,n\end{matrix}}\right.}
幾何学的には、アフィン標構は、γ(t) から γ(t + δt) への曲線 C に沿って移動変化であり、次により（近似的、あるいは無限小として）与えられる。
{\displaystyle {\begin{aligned}p(\gamma (t+\delta t))-p(\gamma (t))&={\bigl (}\theta ^{1}(\gamma '(t)){\mathbf {e}}_{1}+\cdots +\theta ^{n}(\gamma '(t)){\mathbf {e}}_{n}{\bigr )}\mathrm {\delta } t,\\{\mathbf {e}}_{i}(\gamma (t+\delta t))-{\mathbf {e}}_{i}(\gamma (t))&={\bigl (}\omega _{i}^{1}(\gamma '(t)){\mathbf {e}}_{1}+\cdots +\omega _{i}^{n}(\gamma '(t)){\mathbf {e}}_{n}{\bigr )}\delta t.\end{aligned}}}
さらに、γ に沿う ax の置き換えが、（x の無限小な置き換えである）x = γ(t) での γ への接ベクトル γ′(t) と（近似的、無限小的に）同一視することができるという意味で、アフィン空間 Ax は M と接していることが要求される。
理由は、
ax(γ(t + δt)) − ax(γ(t)) = θ(γ′(t))δt,であり、ここに θ は θ(X) = θ1(X)e1 + … + θn(X)en により定義され、この同一視は θ により定義されるので、θ に対しては各々の点で線型同型であることが要求されるからである。
このように、接しているアフィン空間 Ax は、直感的に x の無限小アフィン近傍と直感的に同一視される。
現代的な観点は、主バンドルを使いこの直感をより正確にする（本質的な考え方は、標構や変数標構をこの空間の上の全標構と函数へと置き換えることにある）。この考え方は、フェリックス・クラインのエルランゲン・プログラムに動機を持って記述されてもいて、そこでは幾何学が、等質空間として定義される。アフィン空間はこの意味で幾何学であり、平坦なカルタン接続を持っている。このように、一般的なアフィン多様体は、アフィン空間の平坦モデルの幾何学の曲がった変形と見なされる。

#### アフィン空間の定義
非公式には、アフィン空間は、原点を固定された選択を持たないベクトル空間である。アフィン空間は、空間の中の点とベクトルの幾何学である。原点を失った結果、ベクトルを加えるという平行移動を形成する原点の選択を要求すると、アフィン空間の中の点は互いにベクトルを加えることができない。しかし、ベクトル v は点 p でのベクトルの起点を置き換えること、従って、p を終点へ移動することにより点 p へ加えることができる。このようにして、p → p+v により記述される操作は、v に沿った p の移動である。テクニカルな用語では、アフィン n-次元空間は、ベクトル群 Rn の自由推移的作用を持つ集合 An である。この点の移動の操作を通して、An はベクトル群 Rn の主等質空間となる。
一般線型群 GL(n) は Rn の変換群であり、T(av+bw) = aT(v) + bT(w) という意味で Rn の線型構造を保存する。これとよく似て、アフィン群 Aff(n) はアフィン構造を保存する An の変換群である。このように、φ ∈ Aff(n) は、
{\displaystyle \phi (p+v)=\alpha (p)+T(v)\,}
という意味で、保存変換でなければならない。ここに T は一般線型変換である。φ ∈ Aff(n) を T ∈ GL(n) へ写す写像は、群準同型である。核は、Rn の変換群である。A の任意の点 p の安定化因子はこのようにして、この射影を使い GL(n) と同一視できる。このことは、アフィン群を GL(n) と Rn の半直積 をして実現し、アフィン空間を等質空間 Aff(n)/GL(n) として実現する。

#### アフィン標構と平坦アフィン接続
A のアフィン標構(affine frame)は、点 p ∈ A とベクトル空間 TpA = Rn の基底 (e1,...,en) からなる。一般線型群 GL(n) は、p を固定し、通常に方法での基底 (e1,...,en) を変換することですべてのアフィン標構の上へ自由に作用し、π はアフィン標構 (p;e1,...,en) を点 p へ写す写像は、商写像である。このように FA は A 上の主 GL(n)-バンドルである。GL(n) の作用は、自然に FA 上のアフィン群 Aff(n) の自由な推移作用へ拡張されるので、FA は Aff(n)-主等質空間であり、座標系は主バンドル Aff(n) → Aff(n)/GL(n) とである FA → A と選択される。
FA 上には
{\displaystyle \pi (p;\mathbf {e} _{1},\dots ,\mathbf {e} _{n})=p}  （前に見たように）
{\displaystyle \epsilon _{i}(p;\mathbf {e} _{1},\dots ,\mathbf {e} _{n})=\mathbf {e} _{i}}
で定義される n+1 個の函数の集合が存在する。A の起点を選択した後、これらは Rn に値を持つ函数すべてであるので、Rn に値を持つ微分1形式を得る外微分を取ることが可能である。函数 εi は FA の各々の点で Rn の基底であるので、これらの 1-形式は、Aff(n) 上の実数値 1-形式の集合 (θi,ωjk) 1 ≤ i, j, k ≤ n が存在して、
{\displaystyle {\begin{matrix}\mathrm {d} \pi &=\theta ^{1}\varepsilon _{1}+\cdots +\theta ^{n}\varepsilon _{n}\\\mathrm {d} \varepsilon _{i}&=\omega _{i}^{1}\varepsilon _{1}+\cdots +\omega _{i}^{n}\varepsilon _{n}\end{matrix}}}
の形の和として表すことができるはずである。この主バンドル FA → A 上の 1-形式の系は、A 上のアフィン接続を定義する。
外微分を二回とり、εi が線型独立であるということともに、d2 = 0 であるという事実を使うと、次の関係式が得られる。
{\displaystyle {\begin{aligned}\mathrm {d} \theta ^{j}-\sum _{i}\omega _{i}^{j}\wedge \theta ^{i}&=0\\\mathrm {d} \omega _{i}^{j}-\sum _{k}\omega _{k}^{j}\wedge \omega _{i}^{k}&=0.\end{aligned}}}
これらはリー群 Aff(n) のモーレー・カルタン形式である（座標系の選択により FA と同一視される）。さらに、
- パフィアン系 θj = 0 は (すべての j に対し) 、可積分であり、その積分多様体は主バンドル Aff(n) → A のファイバーである。
- パフィアン系 ωij = 0 は（すべての i, j に対し) 可積分でもあり、その積分多様体は FA の平行移動を定義する。

従って、形式 (ωij) は FA → A 上の平坦接続を与える。
動機と厳密に比較すると、実際、A 上の主 Aff(n)-バンドルの平行移動を定義する。このことは、移動により定義される滑らかな写像 φ : Rn  × A → A によって引き戻す FA で達成される。従って、合成 φ'*FA → FA → A は A 上の主 Aff(n)-バンドルであり、形式 (θi,ωjk) は、このバンドル上に平坦な主  Aff(n)-バンドルを与える引き戻しとなる。

### 一般アフィン幾何学：定義
本質的には滑らかなクライン幾何学として、アフィン空間は平坦なカルタン接続を持つ多様体である。さらに一般的なアフィン多様体、あるいはアフィン幾何学は、容易にモーレー・カルタン方程式により表現される平坦性条件へ落すことにより得られる。定義を得る方法としてはいくつかあるが、2つの定義を与えることにする。両方とも、アフィンリー群 Aff(n) のリー代数 aff(n) の中に値を持つ 1-形式と整合する、平坦モデルの 1-形式 (θi,ωjk) である。
これらの定義では、M は滑らかな n-次元多様体であり、A = Aff(n)/GL(n) は同じ次元のアフィン空間である。

#### 絶対平行性を通した定義
M を多様体とし、'P を M 上の主 GL(n)-バンドルとすると、アフィン接続(affine connection)は、次の条件を満す aff(n) に値を持つ 1-形式である。
1. P 上の GL(n) と aff(n) の作用に関して、η は同変である。
2. すべての n×n 行列のリー代数 の中の ξ について、η(Xξ) = ξ である。
3. η は、aff(n) を持つ P の各々の接空間の線型同型である。

最後の条件は、η が P での絶対平行性、すなわち、自明バンドル（この場合は、P × aff(n)）の構造を持つ P での接バンドルと同一視できることを意味する。ペア (P,η) は、M 上のアフィン幾何学構造を定義する。
アフィンリー代数 aff(n) は、Rn と gl(n) の半直積へ分解し、従って、η はペア (θ,ω) として書くことができる。ここに θ は Rn に値を持ち、ω は gl(n) に値を持つ。条件 (1) と (2) は ω が主 GL(n)-接続であり、θ が水平な同変 1-形式であることと同値であり、これが TM から随伴バンドル P ×GL(n) Rn へのバンドル準同型を引き起す。条件 (3) は、このバンドル準同型が同型であるということと同値である（しかし、この分解はアフィン群の特別な構造の結果である）。P は P ×GL(n) Rn の標構バンドルであるので、θ が P と M の標構バンドル FM の同型を導き、これが FM 上の主 GL(n)-接続としてアフィン接続の定義を再現している。
平坦モデルからの 1-形式は、まさに、 θ と ω という成分である。

#### 主アフィン接続としての定義
M 上のアフィン接続(affine connection)は、M 上の主 Aff(n)-バンドルであり、Q の主 GL(n)-部分バンドル P と主 Aff(n)-接続 α （aff(n) に値を持つ Q 上の 1-形式）を伴っていて、これらは次のカルタン条件を満す。α の P への引き戻しの Rn 成分は、水平な同変 1-形式であり、従って、TM から P ×GL(n) Rn へのバンドル準同型であり、この準同型が同型であることが要求される。

#### 動機との関係
Aff(n) は A 上に作用するので、主バンドル Q に随伴するバンドル A = Q ×Aff(n) A が存在し、このバンドルは、M 上の x でのファイバーがアフィン空間 Ax であるような M 上のファイバーバンドルである。A の切断 a （各々の x ∈ M に対し Ax の中のマーク付の点 ax を定義している）は、Q の主 GL(n)-部分バンドル P を互いに決定する（これらのマーク付の点の安定子のバンドルとして）。主接続 α はこのバンドル上のエーレスマン接続、よって平行移動の概念を定義する。カルタンの条件は、問題にしている切断が常に平行移動の下で動くことを保証している。

## 性質

### 曲率と捩率
曲率と捩率は、アフィン接続の主な不変量である。アフィン接続の概念を定義には同値な方法が多くあるので、曲率と捩率の定義も多くの異なる方法がある。
カルタン接続の観点から、曲率はモーレー・カルタン方程式
{\displaystyle \mathrm {d} \eta +{\tfrac {1}{2}}[\eta \wedge \eta ]=0,}
を満たすアフィン接続 η の「失敗」の度合いを表す。ここに、左辺の第二項は aff(n) のリーブラケットを使うウェッジ積である．η をペア (θ,ω) に拡張し、リー代数 aff(n) の構造を使うと、左辺は次の 2つの式へ拡張できる。
{\displaystyle \mathrm {d} \theta +\omega \wedge \theta }
{\displaystyle \mathrm {d} \omega +\omega \wedge \omega }
ここに、ウェッジ積は行列の乗法を使うこととする。最初の式は、接続の捩率を定義し、第二の式は曲率を定義する。
これらの表現は標構バンドルの全空間の上での微分 2-形式である。これらは水平で同変であるので、テンソル的な対象を定義する。これらは直接 TM 上の共変微分 ∇ より次のようにして導くことができる。
捩率は、式
{\displaystyle T^{\nabla }(X,Y)=\nabla _{X}Y-\nabla _{Y}X-[X,Y].}
により与えられる。捩率が 0 であれば、接続は捩れのない、あるいは対称であると言う。
曲率は、
{\displaystyle R_{X,Y}^{\nabla }Z=\nabla _{X}\nabla _{Y}Z-\nabla _{Y}\nabla _{X}Z-\nabla _{[X,Y]}Z}
で与えられる。
曲率も捩率も 0 であれば、接続は接バンドル上の大域切断の空間の前リー代数を定義する。

### レヴィ・チヴィタ接続
(M,g) をリーマン多様体 とすると、一意に M 上のアフィン接続 ∇ が存在し、次の性質を持つ。
- 接続は捩れがない、つまり、T∇ が 0 である。
- 平行移動が等長である、つまり、接ベクトル間の内積 (g を使い) は保存される。

この接続をレヴィ・チヴィタ接続と呼ぶ。
第二の条件は、リーマン計量 g が平行 ∇g = 0 であるという意味で、接続が計量接続である。局所座標系では、接続形式の成分をクリストッフェル記号と呼ぶ。レヴィ・チヴィタ接続の一意性により、g の項としてこれらの成分を表す式が存在する。

### 測地線
直線はアフィン幾何学の概念であるので、アフィン接続はアフィン測地線と呼ばれる任意のアフィン多様体上の（パラメータ化された）直線の一般的な概念を定義する。抽象的に言うと、パラメータ化された曲線 γ : I → M は、接ベクトルが曲線 γ に沿って移動するときに自分自身と平行で向いている方向を等しくするときに直線である。この直線という観点より、アフィン接続 M は、次の方法でのアフィン測地線を識別する。滑らかな曲線 γ : I → M がアフィン測地線(affine geodesic)であるとは、{\displaystyle {\dot {\gamma }}} が γ に沿って平行移動する、つまり、
{\displaystyle \tau _{t}^{s}{\dot {\gamma }}(s)={\dot {\gamma }}(t)}
であるときを言う。ここに τts : TγsM → TγtM は、接続を定義する平行移動写像である。
無限小接続 ∇ のことばでは、この方程式の微分の意味は、すべての t ∈ I に対し、
{\displaystyle \nabla _{{\dot {\gamma }}(t)}{\dot {\gamma }}(t)=0}
という意味である。逆に、この微分方程式の任意の解は、曲線に沿って曲線の接ベクトルが平行移動していることを意味する。すべての x ∈ M とすべての X ∈ TxM に対し、一意的に γ(0) = x であるアフィン測地線 γ : I → M が存在し、{\displaystyle {\dot {\gamma }}(0)=X} である。ここに I は R の最大開区間であり、0 をその定義された測地線上に持っている。このことは、ピカール・リンデレフの定理に従い、アフィン接続に付随する指数写像の定義を可能とする。
特に、M が（擬-）リーマン多様体であり、∇ がレヴィ・チヴィタ接続であれば、アフィン測地線はリーマン幾何学の通常の測地線であり、局所的に距離を極小化する。
ここで定義する測地線は、M の中の与えられた直線が a と b を定数としたときのアフィン再パラメータ化 γ(t) → γ(at+b), の選び方に依存しない直線を囎唹して、パラメータ化された曲線 γ を決定するので、アフィン的にパラメータ化されているという。アフィン測地線の接ベクトルは、それ自身に平行で向いている方向が同じである。パラメータ化されていない測地線、あるいは、単に自分自身に平行で向きが同じではない接ベクトルは、ある γ にそって定義されたある函数 k に対し、単に
{\displaystyle \nabla _{\dot {\gamma }}{\dot {\gamma }}=k{\dot {\gamma }}}
となるのみである。パラメータ化されていない測地線は、射影接続の観点から、研究されていることもある。

### 発展
アフィン接続は曲線の発展(development)の考え方を定義する。直感的には発展は、M の中の xt をとると、x0 でのアフィン接空間は曲線に沿って「回る」という考え方である。そのようにすると、接空間と多様体の間のマークされた接触点は、このアフィン空間の中の曲線 Ct の軌跡、 xt の発展を描く。
定式化すると、τt0 : TxtM → Tx0M をアフィン接続に伴った線型平行移動写像とすると、発展 Ct は Tx0M の中の 0 を起点とし、xt の接線に平行で、すべての時間 t に対し
{\displaystyle {\dot {C}}_{t}=\tau _{t}^{0}{\dot {x}}_{t},\quad C_{0}=0}
となる。
特に、xt が測地線であることと、その発展が Tx0M の中のアフィン的にパラメトライズされた直線であることとは同値である

## 曲面論再論
M を R3 の中の曲面とすると、M は自然なアフィン接続を持っていることは容易に分かる。線型接続の観点より、ベクトル場の共変微分はベクトル場の微分により定義され、M から R3 への写像と見なされ、よって背後の M の接空間の上の直交する射影を結果する。このアフィン接続が捩率を持たないことは容易に分かる。さらに、R3 上の内積により引き起こされた M 上のリーマン接続の観点からは、この接続が計量接続であることも容易に分かる。従って、この計量のレヴィ・チヴィタ接続であることも分かる。

### 例：ユークリッド空間の中の単位球面
{\displaystyle \langle ,\rangle } を R3 上の通常のスカラー積とし、S2 を単位球面とする。x での S2 への接空間は、自然に x で直交するベクトルすべてからなる R3 の部分ベクトル空間と同一視される。このことから、S2 上のベクトル場 Y は写像 Y : S2 → R3 と見なすことができ、この写像は、
{\displaystyle \langle Y_{x},x\rangle =0,\quad \forall x\in \mathbf {S} ^{2}.}
を満たす。dY によりそのような写像の微分を表すと、
補題：
{\displaystyle (\nabla _{X}Y)_{x}=\mathrm {d} Y_{x}(X)+\langle X_{x},Y_{x}\rangle x\,}
は捩率が 0 である S2 上のアフィン接続を定義する。
証明： ∇ がライプニッツの恒等式を満たし、第一の変数について C∞(S2) 線型であることを証明するは容易である。従って、ここで証明すべきことのすべては、この写像が実際に接ベクトル場を定義することである。すなわち、S2 の中の x に対して、
{\displaystyle \langle (\nabla _{X}Y)_{x},x\rangle =0\qquad (1)}
が成り立つことを証明する。
写像
{\displaystyle {\begin{cases}f:\mathbf {S} ^{2}\to \mathbf {R} \\x\longmapsto \langle Y_{x},x\rangle .\end{cases}}}
を考える。
写像 f は定数であるので、その微分は 0 である。特に
{\displaystyle \mathrm {d} f_{x}(X)=\langle (\mathrm {d} Y)_{x}(X),x\rangle +\langle Y_{x},X_{x}\rangle =0.\,}
である。
上の式 (1) が従う。{\displaystyle \Box }